# The Resident
The Resident és una pel·lícula estatunidenca de suspens de l'any 2011 dirigida per Antti Jokinen i protagonitzada per Hilary Swank, Jeffrey Dean Morgan, i Christopher Lee. La pel·lícula també inclou un cameo de l'estrella de Hammer Films, Christopher Lee, en la seva primera col·laboració amb l'estudi des de To the Devil a Daughter de 1976 i la seva darrera abans de la seva mort el 2015.

## Argument
Juliette (Swank), una jove doctora de Brooklyn, es troba passant per un mal moment. Decideix donar-li un nou rumb a la seva vida i lloga un apartament econòmic i molt còmode. Allí coneix a Max, el propietari, un home pel que sembla amable i encantador. Juliette té la lleugera sospita que no està sola al seu apartament. Però les seves sospites són més terribles del que creï i el pitjor és que està sent víctima d'una fosca obsessió.

## Repartiment
- Hilary Swank com a Dr. Juliet Devereau.
- Jeffrey Dean Morgan com Max.
- Christopher Lee com August.
- Lee Pace com Jack.
- Aunjanue Ellis com Sydney.
- Deborah Martínez com Mrs. Ports
- Mark Morocco com a Cirurgià de ER.
- Michael Badalucco com Moving Man.

## Producció i llançament
El rodatge va tenir lloc a Nova York i Nou Mèxic des del 21 de maig fins a l'11 de juliol de 2009.

La pel·lícula es va projectar en un nombre limitat de cinemes americans el 17 de febrer de 2011 i després es va estrenar directament en DVD als Estats Units el 29 de març de 2011.

## Recepció
Rotten Tomatoes, un agregador de ressenyes, informa que el 35% dels 31 crítics enquestats van donar a la pel·lícula una crítica positiva; la valoració mitjana va ser de 4,55/10. Cath Clarke de The Guardian va puntuar la pel·lícula amb 2/5 i la va titllar de "genèrica i intermitentment ximple". Katherine Murphy de Trinity News va dir "The Resident ."
D'altra banda, Nigel Andrews de The Financial Times a donar a la pel·lícula 4 estrelles (de 5) i va elogiar l'actuació de Swank. Total Film també va ser força positiu: "Un repartiment sòlid i un treball de càmera temperat impulsen aquest thriller tens i a foc lent fora de l'explotació. canal; el clímax del psico-assassí gonzo el torna a arrossegar. Genèric, sí, però content amb això".